# Kalininoffensief
Het Kalininoffensief was een gevecht aan het Oostfront tijdens de Tweede Wereldoorlog van 6 december 1941 tot 7 januari 1942. Nadat de Duitse aanval op Moskou was vastgelopen, zette het Rode Leger de tegenaanval in. De drie legers van het Kalininfront vormden de rechtervleugel van het offensief. De Sovjets vielen over een breedte van 200 km het Duitse 9de leger aan. Hun doel was Rzjev, een belangrijk verkeersknooppunt in de achterhoede van Heeresgruppe Mitte. Bovendien moesten ze verhinderen dat de Duitsers hun reserves naar andere bedreigde sectoren zouden verplaatsen.
Wegens een gebrek aan artillerie en tanks slaagden de Sovjetlegers er niet in om de Duitse linies te doorbreken. Het kwam tot hevige gevechten rond Kalinin, dat pas op 16 december werd bevrijd. Door de druk op de verdediging was het 9de leger niet in staat om hun rechterbuur, het 3e Pantserleger, te hulp te komen. Toen dit leger door het Klin-Solnetsjnogorsk-offensief tot een terugtocht werd gedwongen, was de zuidelijke flank van het 9de leger niet langer gedekt. Na de ontruiming van Kalinin trokken de Duitse eenheden zich geleidelijk terug naar Staritsa. 
Het Kalininfront kreeg versterking van het 30ste leger en het 39ste leger, maar de opmars versnelde niet merkbaar. Onder de toenemende aanvallen van vijf Sovjetlegers trok generaal Strauss zich langzaam terug naar het westen, maar hij hield de divisies van het 9de leger goed gegroepeerd. Rond Staritsa probeerde hij stand te houden, maar de overmacht van het Kalininfront was te groot. Op 1 januari 1942 viel Staritsa en begon een nieuwe fase van het winteroffensief van het Rode Leger.
Na het Kalininoffensief was de val van Moskou definitief afgewend. Het Rode Leger had de noordelijke vleugel van Heeresgruppe Mitte 100 km teruggedreven en de Wehrmacht was in het defensief gedwongen. Het Kalininfront had een uitstekende uitgangspositie veroverd en het dreigde Heeresgruppe Nord en Heeresgruppe Mitte van elkaar te scheiden. 

## Situatie december 1941
Bij de aanvang van operatie Barbarossa, de inval in de Sovjet-Unie, rukte het 9de leger op in het spoor van Pantsergroep 3. In de slag bij Minsk vernietigde het de omsingelde Sovjetlegers van het Westelijk Front. Daarna hervatte de Duitsers de opmars naar het oosten. Enkele weken later omsingelden ze bij Smolensk opnieuw een deel van het Westelijk Front. Ondanks hun succes begon de Duitse opmars te haperen. De Sovjets bleven doorvechten in plaats van zich over te geven. Door de snelle opmars van de gemotoriseerde eenheden ontstonden er grote gaten tussen de pantserdivisies en de tragere infanteriedivisies. Steeds meer Sovjets ontkwamen door deze openingen naar het oosten. Bovendien vormden de enorme afstanden een zware belasting voor de bevoorradingslijnen van de uitgeputte Duitse divisies.

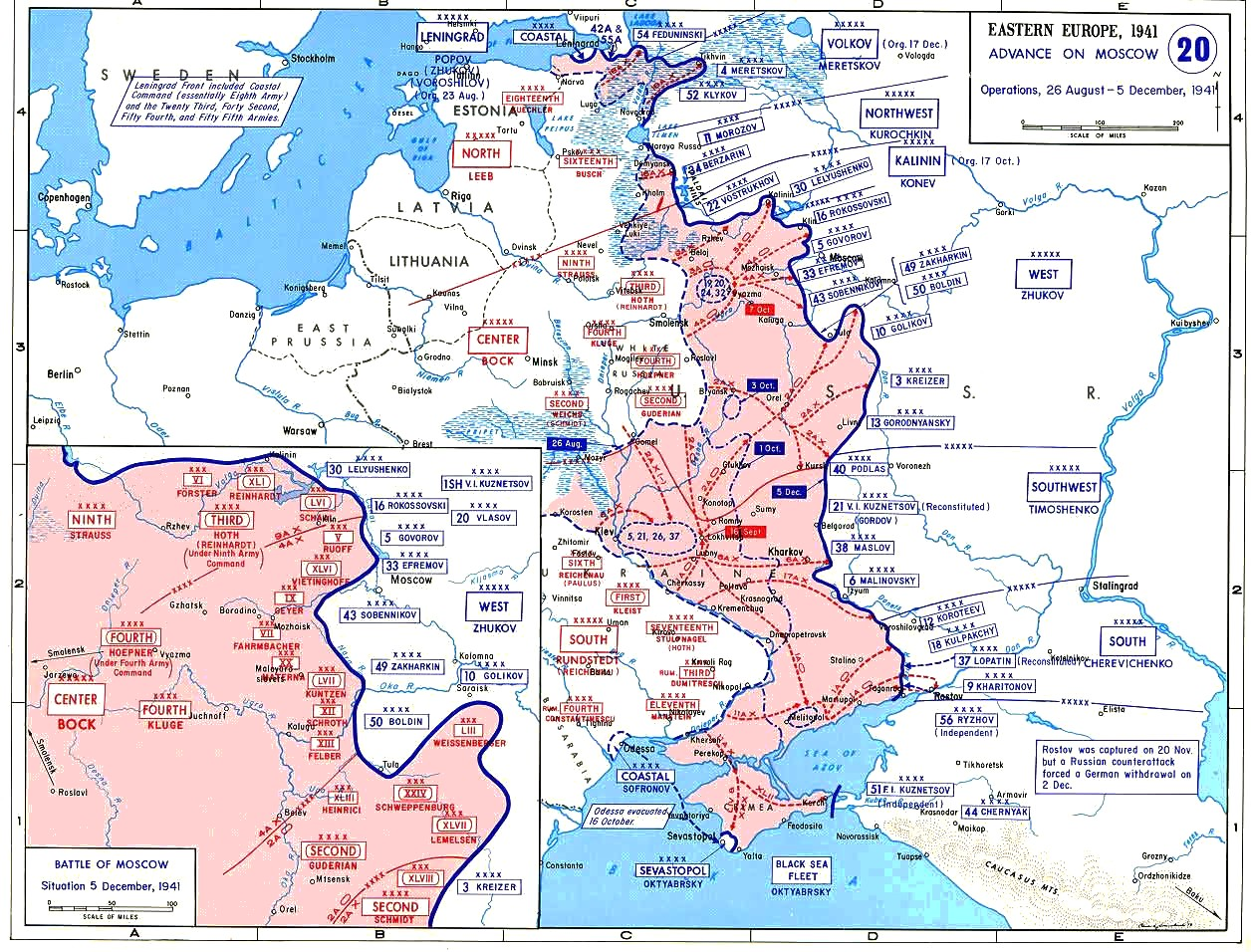
Situatie op 5 december 1941

Op 19 juli 1941 bepaalde Adolf Hitler dat Moskou niet langer het hoofddoel was. In het zuiden blokkeerde het Zuidwestelijk Front de opmars van Heeresgruppe Süd en in het noorden vorderde Heeresgruppe Nord moeizaam in de richting van Leningrad. Het Duitse opperbevel dirigeerde beide pantsergroepen van Heeresgruppe Mitte naar de flanken om hun buren te helpen. Ondertussen kreeg het 9e leger bevel om halt te houden en zich in te graven. De infanteriedivisies kregen de tijd om zich te hergroeperen, verliezen te vervangen en de voorraden aan te vullen. Toen de Sovjets op 17 augustus 1941 het Doechovinska-offensief lanceerden tegen het 9de leger, trokken de Duitsers zich zonder problemen enkele kilometers terug naar een beter verdedigbare stelling. De infanteriedivisies sloegen het offensief moeiteloos af. Het oorlogsdagboek van de staf van het 9de leger meldde slechts enkele schermutselingen langsheen het front.
Ondertussen behaalde Heeresgruppe Süd een grote overwinning bij Kiev en hadden de Duitse legers begin september de rand van Leningrad bereikt. Op dat moment veranderde Adolf Hitler zijn plannen weer. Moskou werd opnieuw het doel.  Beide pantsergroepen werden opnieuw aan Heeresgruppe Mitte toegevoegd en de beslissende aanval op Moskou ging op 5 oktober van start. Begin oktober leek de overwinning binnen bereik van de Duitse legers. In omsingelingen bij Brjansk en Vazyma verloor het Rode Leger meer dan 650 000 soldaten. De verdedigingslinie rond Moskou was ineengestort en georganiseerde tegenstand van de Sovjets was gebroken.
Koppig weigerde Jozef Stalin zich neer te leggen bij de nederlaag. Hij benoemde generaal Zjoekov tot bevelhebber van het Westelijk Front. Geholpen door de herfstregens en nieuwe versterkingen slaagde hij er in de Duitse opmars te vertragen. Het Duitse opperbevel probeerde het succes bij Kyiv te herhalen, maar deze keer op de noordelijke flank. Midden oktober boog pantsergroep 3 naar het noorden in een poging om het Noordwestelijk Front te omsingelen. Op 17 oktober 1941 viel Kalinin in hun handen, maar daarna stokte de opmars. Het kwam tot hevige gevechten op de weg Kalinin-Torzjok. De Duitse pantserdivisies slaagden er niet in om een doorbraak te forceren. Generaal Ivan Konev lanceerde enkele tegenaanvallen, die met veel moeite door de Duitsers werden afgeslagen. Veldmaarschalk Fedor von Bock staakte de aanval in de richting van Torzjok en hergroepeerde zijn gemotoriseerde divisies. Rond Kalinin ontstond eind oktober een patstelling. De Duitsers hielden de stad en de grote brug over de Wolga in handen en de Sovjets hadden zich ingegraven op de noordelijke oever. De Duitse eenheden hadden onvoldoende mankracht om het offensief te hervatten en de Sovjets misten vuurkracht om de stad te heroveren.
De veldtocht begon echter zijn tol te eisen van de Duitse divisies. Infanterieregimenten hadden in sommige gevallen nog slechts de sterkte van een bataljon en bij de pantserdivisies waren meer dan de helft van de voertuigen niet meer operationeel. Voorraden van munitie, kledij en brandstof waren schaars en bereikten niet of nauwelijks de frontlijn. De Duitse gemotoriseerde eenheden boekten nauwelijks nog terreinwinst. Eind oktober was de Duitse aanval vastgelopen in de modder.
Begin november begon de temperatuur te dalen, maar pas nadat de grond bevroor, was het mogelijk om de opmars te hervatten. Op 15 november 1941 ging Heeresgruppe Mitte opnieuw in de aanval. Pantsergroep 3 had al zijn infanteriedivisies overgedragen aan het 9de leger zodat de eenheid enkel uit gemotoriseerde eenheden bestond. Het einddoel was Moskou. Op 24 november 1941 veroverde Pantsergroep 3 Klin en een dag later viel ook Solnetsjnogorsk in Duitse handen. De aanvallers kregen last van het winterweer. De temperatuur daalde nog verder. Sneeuwbuien hielden de vliegtuigen van de Luftwaffe aan de grond en belemmerden de opmars. Langzaam kropen de tanks verder in de richting van Moskou, maar sneeuw en sterk verzet van het Rode Leger brachten het offensief tot stilstand. 

### SlagordeWehrmacht

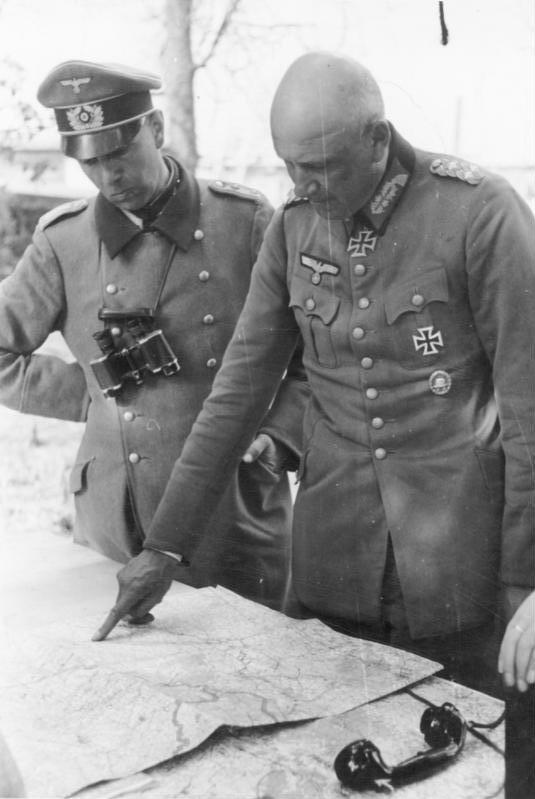
Kolonel-generaal Adolf Strauss

9de leger (kolonel-generaal Adolf Strauss)
- 23ste Korps (generaal der Infanterie Albrecht Schubert)
  - 206ste Infanteriedivisie
  - 102de Infanteriedivisie
  - 256ste Infanteriedivisie
  - 253ste Infanteriedivisie
  - 251ste Infanteriedivisie
- 6de Korps (Generaal der Genie-troepen Otto-Wilhelm Förster)
  - 26ste infanteriedivisie
  - 6de infanteriedivisie
  - 110de infanteriedivisie
- 27ste Korps (generaal der Infanterie Alfred Wäger)
  - 86ste infanteriedivisie
  - 162ste infanteriedivisie
  - 129ste infanteriedivisie
  - 161ste infanteriedivisie

Het 9de leger vormde de verbinding tussen Pantsergroep 3 en het 16de leger van Heeresgruppe Nord. Tijdens de aanval op Moskou kreeg generaal Strauss de opdracht om de noordelijke flank en de achterhoede te beschermen van de gemotoriseerde divisies.  Naarmate Pantsergroep 3 steeds verder in de richting van Moskou oprukte, strekte het front van het 9de leger zich steeds verder uit. Op 20 november 1941 droeg het 41ste Pantserkorps van Pantsergroep 3 de verdediging van Kalinin aan het 27ste Korps van het 9de leger over. Ook werden alle infanteriedivisies overgedragen. Op 5 december 1941 was generaal Strauss verantwoordelijk voor een front van 200 kilometer tussen Osthakov en het Moskou reservoir, ten oosten van Kalinin.
Generaal Strauss concentreerde zijn troepen voornamelijk rond Kalinin, dat werd verdedigd door de vier divisies van het 27ste Korps. Generaal Wäger kreeg de opdracht contact te houden met de oprukkende pansterdivisies en hun achterhoede te beschermen. Hij verwachtte dat Pantsergroep 3 spoedig Moskou zou veroveren, dus beschouwde hij de verdediging van Kalinin als zijn voornaamste taak. De 129ste infanteriedivisie en de 161ste infanteriedvisie bevonden zich in de stad zelf. Beide divisies hadden zich stevig ingegraven. Gedurende twee weken hadden de Duitse genie-eenheden hun posities versterkt. De geschutsstellingen werden beschermd door loopgraven en omringd door prikkeldraad. Op de belangrijkste wegen lagen mijnen. De Duitse bataljons bezetten een aantal openbare gebouwen zoals postkantoren, scholen, stations en woonblokken. In deze betonnen gebouwen, die waren versterkt met zandzakken en prikkeldraad, bevonden zich machinegeweernesten en scherpschutters. De 162ste infanteriedivisie lag in de bocht van de Wolga ten zuidoosten van de stad en verdedigde de belangrijke verbindingsweg Kalinin-Klin.  De 86ste infanteriedivisie vormde de uiterste rechterflank van het leger en ze bevond zich tussen Kalinin en het Moskou-reservoir.
Het 6de korps vormde het centrum van het 9de leger. Generaal Förster had zijn drie divisies op de zuidelijke oever van de Tvertsa ingegraven. De drie divisies verdedigden een frontsector met een breedte van 60 km, van Martynovo tot aan de westelijke rand van Kalinin. De steile oever van de rivier, de bossen ten westen van Kalinin en de ravijnen rond Martynovo vormden een sterke natuurlijke verdediging, die waren aangevuld met mijnenvelden en houten bunkers op strategische posities. Generaal Förster had zijn eenheden zodanig gepositioneerd dat elke bataljon vuursteun kon geven aan zijn buren.
Het 23ste korps vormde de linkerflank van het 9de leger. Het korps, bestaande uit vijf divisies, verdedigde een frontlijn van 130 km, die zich uitstrekte van Martynovo tot Osthakov. Hoewel de linie van het 23ste korps de langste sector was, had generaal Schubert een sterke verdedigingslinie opgebouwd. Sinds eind oktober 1941 was het front nauwelijks veranderd. Van deze immobiliteit hadden de Duitsers geprofiteerd om loopgraven aan te leggen, geschutstellingen te bouwen en mijnenvelden aan te leggen. Indien mogelijk maakten ze gebruik van steile heuvels en rivieren en waar deze natuurlijke verdedigingslinies ontbraken, hadden ze gebruik gemaakt van de staatsboerderijen. Duitse genietroepen hadden de betonnen gebouwen omgevormd tot kleine forten en omringd met prikkeldraad en mijnen, waarbij de artillerie de belangrijkste toegangswegen bestreek.

### Slagorde Rode Leger

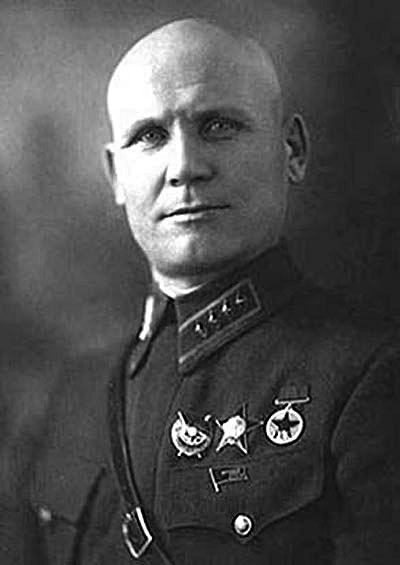
Kolonel-generaal Ivan Konev

Kalininfront (Kolonel-generaal I.S. Konev)
- 22ste leger (majoor-generaal V.I.Vostruhov)
  - 249ste divisie
  - 179ste divisie
  - 186ste divisie
  - 178ste divisie
  - 220ste divisie
- 29ste leger (luitenant-generaal I.I.Maslennikov)
  - 183ste divisie
  - 246ste divisie
  - 243ste divisie
  - 174ste divisie
  - 54ste cavaleriedivisie
- 31ste leger (generaal-majoor V.A.Joesjkevitsj)
  - 243ste divisie
  - 119ste divisie
  - 250ste divisie
  - 256ste divisie
  - 252ste divisie
  - 262ste divisie
  - 5de divisie

Het oorspronkelijke aanvalsplan van generaal Ivan Konev beperkte de acties van het Kalininfront tot enkele lokale aanvallen rond Kalinin. Zijn voornaamste doel was de Duitse troepen op hun posities vast te pinnen zodat ze geen hulp konden sturen naar de rest van de legergroep. De divisies van het Kalininfront waren bijna onafgebroken sinds oktober 1941 in actie geweest. De gevechten waarin het front was betrokken sinds de herfst, hadden een zware tol geëist van materiaal en manschappen. Geen enkele eenheid was nog op volle sterkte en sommige divisies waren nauwelijks sterker dan een regiment. De 246ste divisie telde nog 6.800 man, de 256ste divisie beschikte over nauwelijks 6.000 man en de 252ste divisie had nog 5.800 soldaten. Bovendien had het Kalininfront een groot gebrek aan tanks, gemechaniseerde artillerie, vrachtwagens, munitie en handvuurwapens. Het front beschikte wel over voldoende winterkledij, voedsel en wodka.
Generaal I.S.Konev had een aanvalsplan opgesteld dat in overeenstemming was met de strijdkrachten waarover hij beschikte. De plaatsvervangende stafchef van het Rode leger, luitenant-generaal A.M.Vasilevsky, verwierp het plan en hij eiste dat het offensief werd uitgebreid. Op 1 december 1941 bracht hij een bezoek aan het hoofdkwartier van het Kalininfront. Generaal I.S. Konev kreeg de opdracht om Kalinin te veroveren met het 29ste leger en het 31ste leger. Ondertussen moest het 22ste leger in de richting van Staritsa aanvallen om de terugtrekkende Duitsers te onderscheppen. Nadien moesten de drie legers zich hergroeperen en het offensief verderzetten in de richting van Rzjev, het uiteindelijke doel van het Kalininfront. Bovendien moesten ze de flank van het Westelijk Front beschermen tijdens de aanval op de noordelijke flank van Heeresgruppe Mitte. Het plan van luitenant-generaal A.M.Vasilevsky hield geen rekening met de werkelijke situatie en generaal I.S. Konev protesteerde over het gebrek aan voldoende manschappen. Stavka beloofde het Kalininfront vijf extra divisies, tanks en munitie. In werkelijkheid gingen de beste troepen naar het Westelijk Front en kreeg het Kalininfront soldaten, die nauwelijks enkele weken basistraining hadden ontvangen.

## Eerste fase van het offensief: slag om Kalinin (5 december - 16 december)

### Ten oosten van Kalinin
Op 5 december 1941 begon de aanval van het 31ste leger ten oosten van Kalinin. Generaal V.A.Yushkevich had zijn leger in drie groepen opgesplitst. De linkervleugel, bestaande uit de 5de divisie, de 119de divisie en de 250ste divisie, moest de Wolga oversteken, de spoorweg tussen Kalinin en Klin af te snijden en daarna naar het zuidwesten oprukken. De 256ste divisie en 243ste divisie, die de centrale aanvalsmacht vormden, kregen de opdracht Kalinin vanuit het zuidoosten aan te vallen en te veroveren. Op de rechterflank van het leger bevond zich de 252ste divisie, die de hoofdweg tussen Kalinin en Staritsa moest blokkeren.

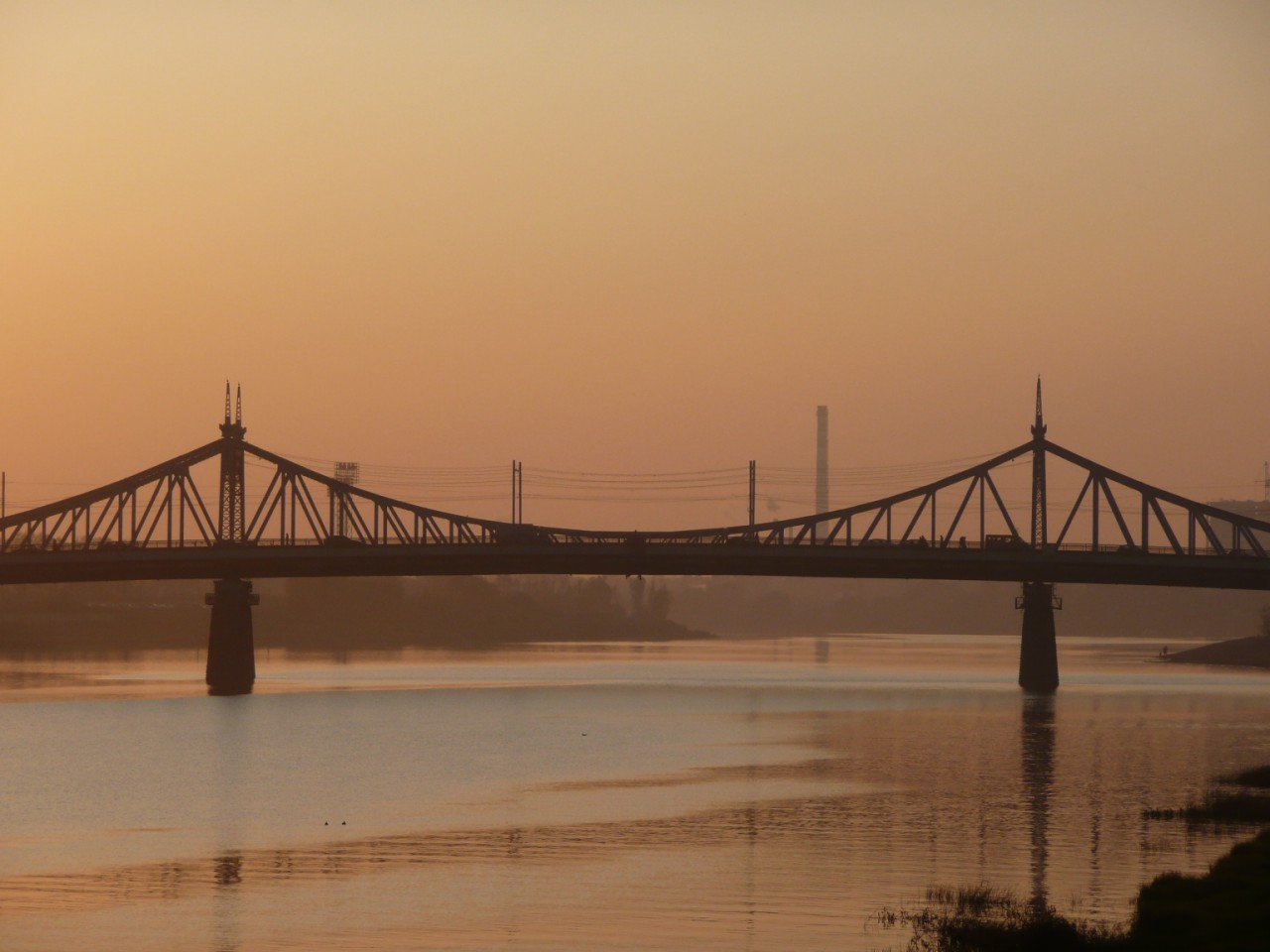
Brug over de Wolga

Onder dekking van de duisternis staken de Sovjets de bevroren Wolga over. De omvang van de aanval verraste de Duitse verdedigers.  De buitenste linie van wachtposten werd onder de voet gelopen en de Sovjets drongen de hoofdverdedigingslinie binnen. Moeiteloos veroverden ze Gorokhovo en Peremerki, waar ze een bruggenhoofd over de Wolga vestigden. Ook Semenovskoye werd bezet, want de heuvel beheerste de oversteekplaatsen van de rivier. Alenskino en Wedernja vielen na een kort gevecht in handen van de 119de divisie. In de loop van de ochtend bereikten de eerste Sovjets de weg van Kalinin naar Klin. In de loop van de voormiddag herstelde het hoofdkwartier van het 27e Korps zich van de verrassing en nam het Duitse verzet toe.  Na een felle strijd veroverde de 250ste divisie het dorpje Emmaus, gelegen op de scheiding tussen de 86ste infanteriedivisie en de 162ste infanteriedivisie. De verbinding tussen beide divisies was verbroken en er ontstond verwarring. Zowel generaal Joachim Witthöft , commandant van de 86ste divisie, als luitenant-generaal Franke , commandant van de 162ste infanteriedivisie, veronderstelde dat zijn buur het dorp opnieuw zou veroveren. De Sovjets hadden onbewust deze zwakke plek in de Duitse verdediging ontdekt en generaal V.A.Yushkevich concentreerde zijn aanval op dit gebied. Laaghangende bewolking en sneeuwbuien verhinderden de Duitse artillerie om in te grijpen en het slechte weer hield ook de Luftwaffe aan de grond. Op het einde van de eerste dag had de linkervleugel van het 31ste leger een bres tussen beide Duitse divisies geslagen.

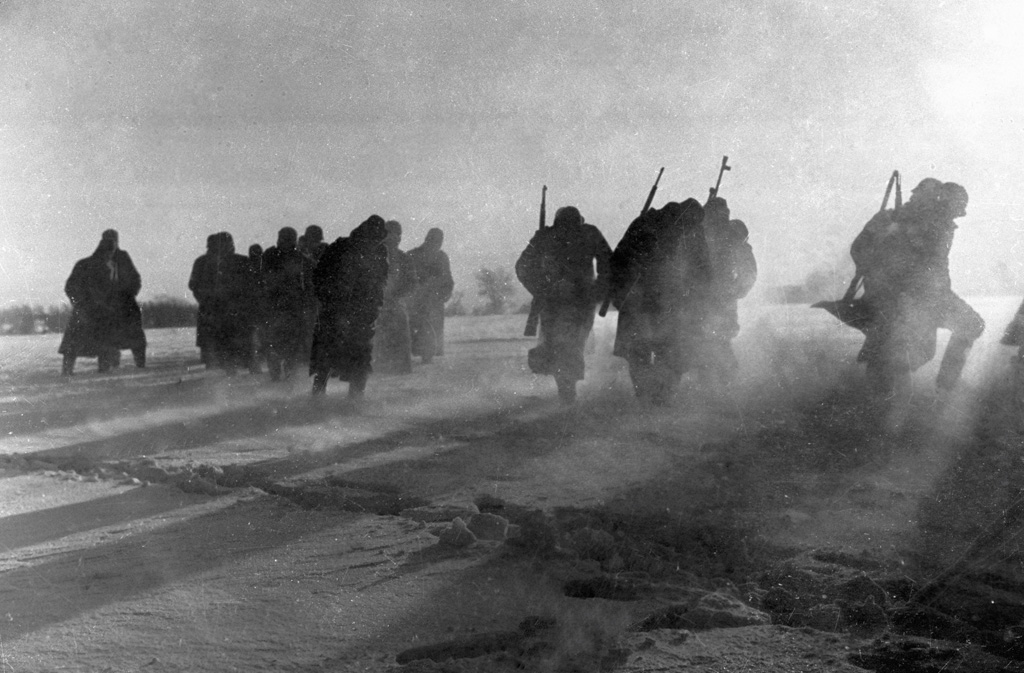
Infanterie in een sneeuwstorm

De centrale aanval van het 31ste leger verliep minder vlot. Aanvankelijk boden de Duitsers nauwelijks tegenstand en de Sovjets veroverden de staalfabriek in het oosten van Kalinin, de nabijgelegen arbeiderswijk en het ziekenhuis. De spoorweg kwam onder vuur te liggen, maar de Duitsers hadden zich stevig verschanst in de machinefabriek, het busstation aan Moskou Prospekt en het postkantoor. Deze betonnen gebouwen vormden sterke verdedigingsposities. Vanuit deze gebouwen namen ze de oprukkende Sovjets onder vuur. De 256ste divisie hergroepeerde zich en probeerde de machinefabriek te bestormen, maar de aanval werd afgeslagen. Een tweede aanval liep eveneens vast en een derde aanval bereikte de muur van de fabriekshallen, maar stortte ineen toen de officier die de aanval leidde, werd gedood. De Duitsers profiteerden van de adempauze om een tegenaanval in te zetten. Een bataljon van de 129ste infanteriedivisie verdreef de Sovjets uit het ziekenhuis en begon het gebouw te versterken. Met het meubilair werden geïmproviseerde barricades opgeworpen en op de belangrijkste toegangsweg werden mijnen gelegd.

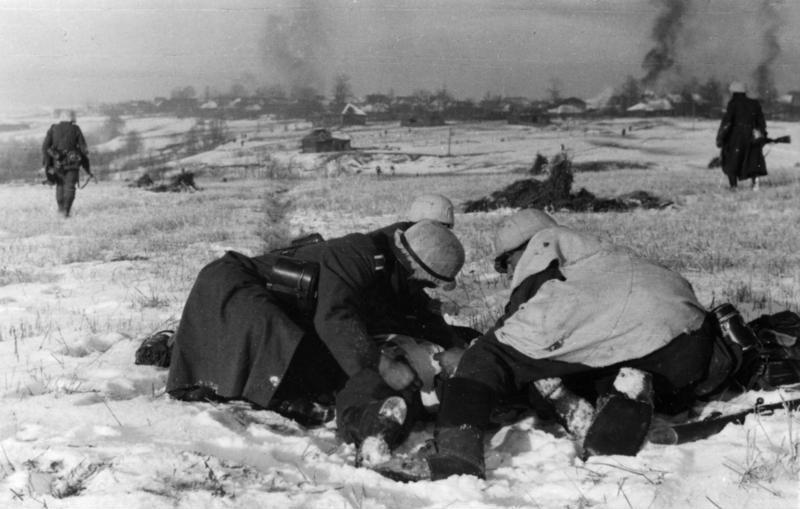
Duitse gewonden tijdens de aanval

Het doel van de 252ste divisie en de 243ste divisie, die de rechtervleugel van het 31ste leger vormden, was de verovering van de grote verkeersbrug over de Wolga. Het gebied werd verdedigd door de 161ste infanteriedivisie. Deze divisie had sinds het begin van de veldtocht meer dan 6000 man verloren en op 5 december was de divisie nog niet op volle sterkte, maar ze bevond zich in een sterke stelling in het noorden van Kalinin. Een bataljon had zich verschanst in het treinstation en een tweede bataljon bevond zich in een appartementencomplex, dat op op een lage heuvel in het noorden van de stad stond. Vanaf deze heuvel bestreken ze de belangrijkste toegangswegen. Tussen beide posities lag een linie van versterkte machinegeweernesten. De aanval begon twee uren te laat omdat de Sovjeteenheden in de duisternis hun uitgangsposities niet hadden bereikt. De Duitsers waren gewaarschuwd en ze sloegen de eerste aanval af. In de loop van de dag viel de 243ste divisie vier keer het gebouwencomplex aan, maar de Duitsers hielden stand. Zonder tanks en artilleriesteun boekte de Sovjets geen vooruitgang en ze leden zware verliezen. Generaal V.A.Yushkevich gaf bevel de aanval te hervatten en het huizencomplex te allen koste te veroveren. De volgende dag kregen de beide divisie een grote hoeveelheid wodka ter beschikking. Voor elke aanval deelden de Sovjet officieren de flessen uit onder de soldaten zodat ze in dronken toestand aanvielen. De Duitsers sloegen ook de nieuwe aanvalsgolven af en de hevigheid van de gevechten verminderde. Kleine groepjes Sovjets probeerden de Duitse linie te infiltreren rond het treinstation, maar de hoofdlinie werd nergens doorbroken.
Meer naar het westen stak de 252ste divisie ten westen van Kalinin de bevroren rivier over. Ze sneden de weg tussen Krasnovo en Migalovo af, maar daarna stokte de aanval. De divisie begon zich in te graven op de zuidelijke oever.  Ondanks aandringen van generaal V.A.Yushkevich bleef de divisie op de heuvel in plaats van verder naar de spoorweg op te rukken. Generaal Wäger gokte op de immobiliteit van de aanvallers en hij verschoof enkele bataljons van zijn linkerflank naar het centrum.
Generaal Wäger besefte dat het grootse gevaar op zijn rechterflank lag en hij gaf de 129ste infanteriedivisie opdracht om een regiment langs de Wolga te laten oprukken naar het zuidoosten om de bres te dichten. De koude verhinderde echter elke verplaatsing. Voertuigen wilden niet starten, machinegeweren en kanonnen konden niet vuren omdat het vet was gestold en alle eenheden verloren tientallen manschappen met bevriezingsverschijnselen.

### Ten westen van Kalinin
De aanvallen van het 22ste leger en het 29ste leger verliepen ongeorganiseerd. De meeste divisies van het 22ste leger hadden slechts enkele weken basistraining gekregen voor ze naar het front werden gestuurd. Veel divisies beschikten niet of nauwelijks over voertuigen zodat ze zich te voet moesten verplaatsen naar hun aanvalsposities, waardoor ze pas in de loop van de dag de aanval konden inzetten. Sommige eenheden bereikten hun posities pas op 7 december. Bovendien hadden ze een gebrek aan wapens en munitie. Generaal Maslennikov pleitte voor een uitstel van de aanval, maar generaal Konev gaf opdracht om zich aan het plan te houden. 
Ondanks het feit dat het Duitse 23ste Korps een linie van meer dan 130 km moest verdedigen, slaagde het 22ste leger nergens een doorbraak te forceren. In plaats van zijn strijdkrachten te concentreren op één plaats, verkoos generaal Maslennikov om over de gehele frontbreedte aan te vallen. Elke divisie lanceerde een aantal aanvallen op de Duitse posities. De Duitse verdediging was geen ononderbroken stelling, maar een linie van versterkte punten. Ze hadden zich verschanst in dorpjes en kolchozes langsheen de zuidelijke oever. De huizen van de dorpjes en de gebouwen van de staatsboerderijen beschermden hen tegen het barre weer. Zonder bescherming van hun stellingen waren de infanteristen blootgesteld aan het winterweer. Eén bataljon leed op enkele dagen een verlies van meer dan tweehonderd manschappen zonder dat ze één vijandelijke soldaat hadden gezien. Omwille van deze omstandigheden verdedigden de Duitse eenheden hun posities hardnekkig. Ze moesten standhouden, want elke verplaatsing betekende zware verliezen. Tegen de avond had het 22ste leger slechts enkele beperkte successen geboekt. De aanvallen zorgden er wel voor dat het 23ste Korps zijn buren niet ter hulp kon komen.

### Ontruiming van Kalinin
De volgende dag daalde de temperatuur tot -26°C. Generaal V.A.Yushkevich profiteerde van de immobiliteit van het Duitse leger om de rest van zijn leger naar de zuidelijke oever van de Wolga over te brengen. Machteloos moesten de Duitsers toezien hoe het 31ste leger de bevroren rivier overstak. Door de lage temperatuur was het vet in de Duitse kanonnen en machinegeweren bevroren.
Generaal V.A.Yushkevich beval de 250ste divisie de aanval te hervatten in de richting van Mjatlevo en Osjoerkovo, twee dorpjes ten zuiden van de hoofdweg. De aanval mislukte en de beide regimenten trokken zich in verwarring terug. Er ontstond paniek, die zich klaarmaakten om het volledige bruggenhoofd te ontruimen. Generaal V.A.Joesjkevitsj greep in. De divisie commandant werd ontslagen, beide regimentscommandanten en hun politieke commissarissen werd veroordeeld en voor het vuurpeloton gebracht. Generaal V.A.Joesjkevitsj wierp zijn reserves in de strijd. De 262ste divisie bereikte de Kalinin-Moskou spoorweg en ze veroverden het station bij Tsjoeprijanovka.
Op 8 december veroverden de Sovjets het klooster van Pribytkovo en het dorpje Kolenovko. Langzaam maar zeker vergrootten ze hun bruggenhoofd over de Wolga. Ze concentreerden hun aanval op de 162ste infanteriedivisie, die zware verliezen leed. Verschillende Duitse eenheden werden omsingeld en door gebrek aan munitie en voedsel tot overgave gedwongen. Een bataljon van het x regiment had na drie dagen nog een gevechtskracht van 90 man. Generaal Strauss gaf de divisie opdracht om zich terug te trekken, waardoor de opening in het front nog groter werd. In de loop van de dag telefoneerde hij met veldmaarschalk von Bock, commandant van Heeresgruppe Mitte. Hij vroeg om versterkingen, maar de veldmaarschalk meldde dat er geen enkele reserve beschikbaar was. Alle legers van de legergroep stonden onder druk en ze konden geen hulp geven. Het 9de leger moest zichzelf redden.

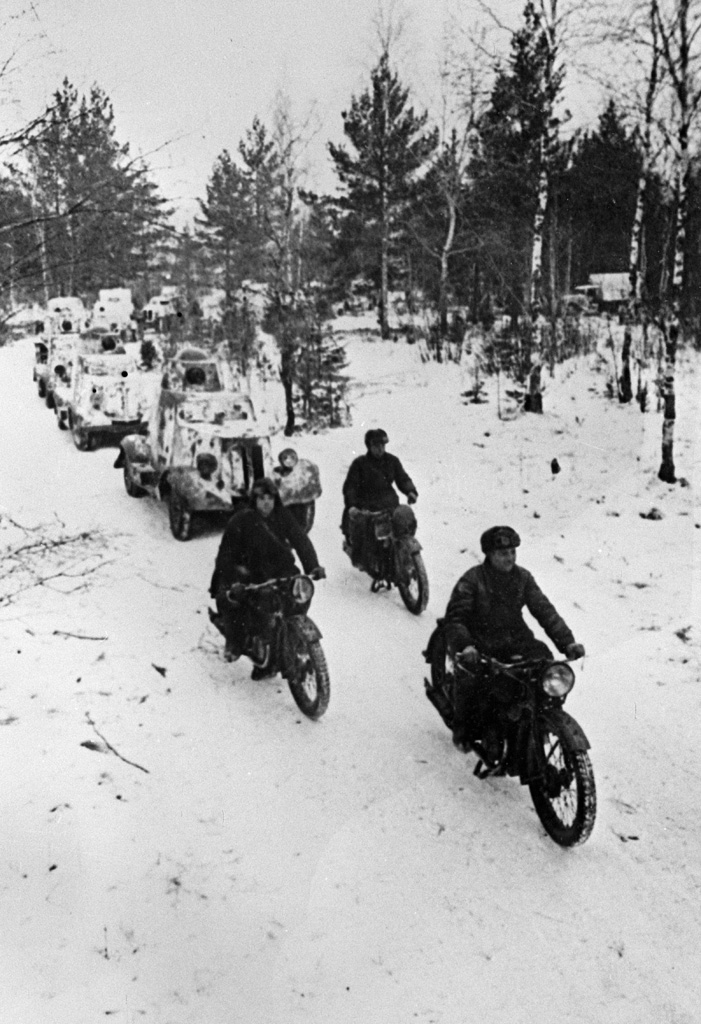
Verkenningspatrouille van het Rode Leger

Terwijl de aanval van de linkervleugel van het 31ste leger vooruitgang boekte, zat de rest van het offensief muurvast. In Kalinin kwam het tot hevige gevechten. De Sovjets verdreven de Duitse verdedigers uit het postkantoor, maar in de loop van de namiddag werd het gebouw opnieuw ingenomen. Ook rond de machinefabriek woedden zware gevechten. Kleine groepjes Sovjets vielen voortdurend de fabriekshallen aan. Hun aanvallen verliepen chaotisch. Zonder steun van zware wapens slaagde de 256ste divisie er niet in om terrein te winnen. De aanvallers leden zware verliezen. Vanuit het ziekenhuis hielden Duitse scherpschutters de oversteekplaatsen aan de rivier onder vuur. Vooral onder officieren en politieke commissarissen vielen veel slachtoffers. Generaal V.A.Yushkevich gaf opdracht om enkele kanonnen over de Wolga te zetten. Met dit geschut begonnen de Sovjets het ziekenhuis te beschieten. De Duitsers ontruimden het ziekenhuis en hun terugtocht verliep chaotisch. De 256ste divisie profiteerde van de verwarring aan Duitse kant. Ze veroverden Koltsovo, ten zuiden van Kalinin. 
In het noorden hield de 161ste infanteriedivisie nog steeds stand in het treinstation en het gebouwencomplex op de heuvel. Ze sloegen vijf aanvallen af, maar de verliezen begonnen op te lopen. Uiteindelijk slaagden de Duitse artilleristen hun kanonnen terug operationeel te krijgen. Ze hadden hun wapens volledig gedemonteerd, nieuw vet aangebracht en opnieuw gemonteerd. Gesteund door het 428ste regiment van de 129ste infanteriedivisie begon de 161ste infanteriedivisie het terrein te heroveren. De Sovjets werden terug over de Wolga gedreven en het gat in de Duitse verdediging ten westen van Kalinin werd gedicht. Daarna verlegden ze hun aandacht naar de rand van de stad waar de Sovjets zich verzamelden voor een nieuwe aanval. De Duitse 15cm-kanonnen namen deze gebieden systematisch onder vuur.  
Op 10 december was het voor generaal I.S. Konev duidelijk dat de aanvallen van het 22ste leger en het 29ste leger hadden gefaald. Het 22ste leger kreeg opdracht om drie divisies naar het 31ste leger over te brengen, maar het 29ste leger moest de druk op de Duitse linies blijven handhaven. Deze aanvallen op de Duitse linies boekten geen resultaat, maar dwongen generaal Wäger om zijn reserves te verdelen. 
Ondertussen concentreerde generaal I.S. Konev zijn divisies ten oosten van de stad, waar de meeste vooruitgang was geboekt. Langzaam maar zeker dwong het 31ste leger de Duitse verdedigers achteruit. Generaal V.A.Joesjkevitsj kreeg versterkingen en hij concentreerde zijn divisies tegenover de Duitse 162ste en 86ste infanteriedivisie. Kalinin kon nog maar langs twee wegen worden bereikt. De hoofdweg van Staritsa en een kleinere weg van Poesjkino vormden het doelwit van de Sovjets. Om deze wegen af te snijden wierp het 31ste leger de 250ste divisie, de 247ste divisie, twee regimenten van de 119de divisie en twee tankbataljons in de strijd. Een sneeuwstorm op 10 december dwong de generaal zijn aanval uit te stellen.
Op 11 december gingen de eenheden in de aanval. Ze bereikten de kleinere weg in de buurt van Ledevo, maar een Duitse tegenaanval verdreef hen. Een opklaring in het weer zorgde ervoor dat de Luftwaffe de Duitse verdedigers ondersteunde. Een nieuwe Duitse tegenaanval brak door de Sovjetlinie en het kwam tot hevige gevechten rond het hoofdkwartier van de 247ste divisie. Generaal Wäger had alle reserves moeten inzetten om deze aanval af te slaan. Hij had kostbare reserves van de 161ste infanteriedivisie en de 110de infanteriedivisie moeten weghalen.
In Kalinin hielden beide Duitse divisies nog steeds stand. Op de noordelijke oever hield de 161ste infanteriedivisie zich klaar om de stellingen te ontruimen. Luitenant-generaal Recke plande een hinderlaag voor de Sovjets. Op 13 december ontruimde hij het busstation, dat onmiddellijk werd bezet door de Sovjets. De ontruiming was een list, want het gebouw was ondermijnd. Zodra de Sovjets hun stellingen hadden ingenomen, bliezen de Duitsers het gebouw op. Een krater markeerde de plaats waar het gebouw had gestaan. Gedurende een uur concentreerde luitenant-generaal Recke alle artillerie op de omgeving van de krater. De divisie leed zware verliezen en viel uiteen als georganiseerde eenheid. De rest van de dag en ook de volgende dag bleef het kalm aan dit gedeelte van het front. 

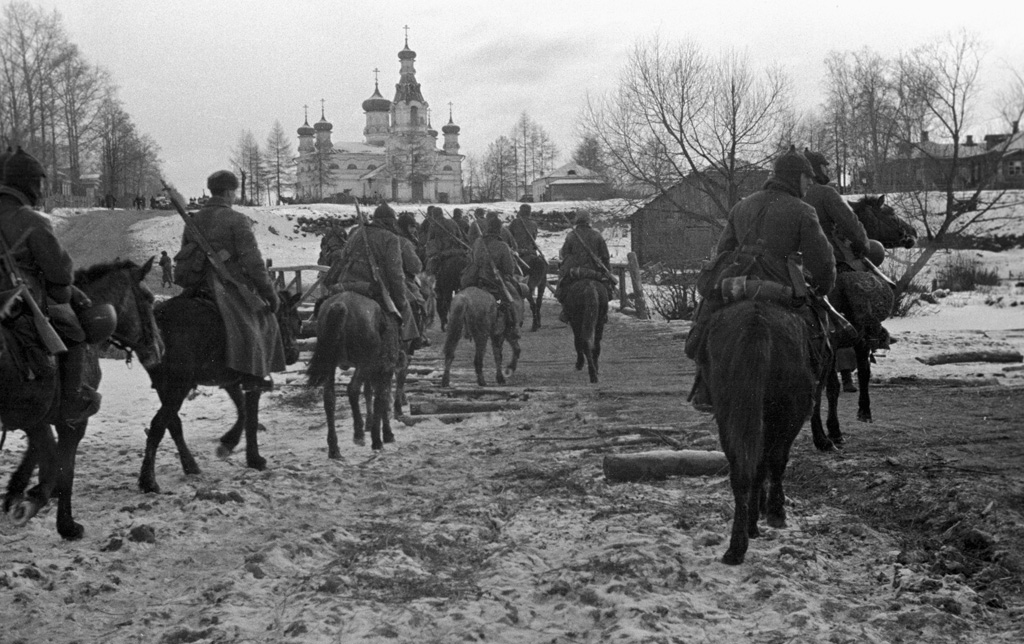
Sovjet cavaleristen

Op 14 december slaagde het 29ste leger de Duitse stelling bij Krasnovo te veroveren. Ze bevonden zich op minder dan 3 kilometer van de hoofdweg Kalinin-Staritsa. Meer naar het oosten had het 31ste leger zijn aanval hervat. In plaats van de sterke Duitse posities bij Ledevo aanvallen, stuurde generaal I.S. Konev zijn troepen meer naar het zuiden in een poging de Duitse linie te overvleugelen. Ze veroverden Baksjejevo en trokken verder naar Troenovo. Generaal Wäger belde met het legerhoofdkwartier, maar er waren geen beschikbare reserves om deze nieuwe dreiging het hoofd te bieden. Zonder deze reserves zouden de Sovjets de bevoorradingslijn in enkele dagen kunnen afsnijden.
Op 15 december 1941 besloot generaal Strauss Kalinin te ontruimen. Na de val van Klin en de terugtocht van het 3e Pantserleger werd zijn rechterflank bedreigd. Het 9de leger bevond zich in een uitstulping van het front en de Sovjets dreigden het leger af te snijden van de rest van de legergroep. Bovendien liepen de Duitse divisies in Kalinin het gevaar om te worden omsingeld. Beide toegangswegen lagen reeds in het bereik van de artillerie van het Kalinin Front. In de loop van de nacht begonnen de Duitse eenheden de stad te verlaten. 
De Duitsers begonnen met een grondige verwoesting van de stad. Op de belangrijkste kruispunten werden mijnen gelegd. Genie-eenheden bliezen niet alleen fabriekshallen op, maar ook bakkerijen, spoorwegen en opslagplaatsen werden vernietigd. Talloze gebouwen werden in brand gestoken. In de nacht van 15 op 16 december werden de twee grote bruggen over de rivier opgeblazen.

## Tweede fase van het offensief: terugtocht naar Staritsa (16 december - 7 januari)
Na de ontruiming van Kalinin begon het 9de leger zich langzaam terug te trekken naar Staritsa. Het was een georganiseerde terugtocht, waarbij generaal Strauss zijn eenheden gegroepeerd hield. Het gehavende 27ste korps had de moeilijkste opdracht, want ze moesten de meeste afstand afleggen. Bovendien bevonden zich in hun sector nauwelijks begaanbare wegen. Generaal Wäger moest zijn verspreide divisies terugtrekken en ondertussen het contact met het 3e Pantserleger herstellen. Op 16 december begonnen de divisies hun stellingen te ontruimen. De Duitse achterhoede, meestal bestaande uit een bataljon per divisie, hield stand in een dorp, op een heuvelrug of achter een rivier. Ze hadden geen tijd om zich in te graven, maar ze maakten optimaal gebruik van het terrein. Als de achtervolgers op de Duitsers botsten, dan waren ze verplicht om zich te ontplooien, de flanken af te tasten en een aanval op te zetten. Dit vergde veel tijd omdat de lagere officieren van het Rode leger niet gewend waren om zelf initiatief te nemen. Als de Duitse verdedigers de eerste aanval hadden afgeslagen, maakten ze gebruik van de adempauze in de gevechten om weg te glippen en zich op de volgende positie terug te trekken.
Terwijl het 23ste Korps nog steeds standhield tegen de aanvallen van het 22e Leger trokken de drie divisies van het 6de Korps zich geleidelijk terug uit Kalinin langs de hoofdweg naar Staritsa. De temperatuur schommelde rond -16°C en sneeuwbuien belemmerden het zicht. De Duitse eenheden glipten langs de voorhoede van Sovjets. Het korps scharnierde rond zijn linkerflank tot alle drie divisies zich op de linkeroever van de Wolga bevonden. Gedurende het eerste deel van de terugtocht hadden de Duitsers meer last van de slechte wegen en het gure winterweer dan van de Sovjets.

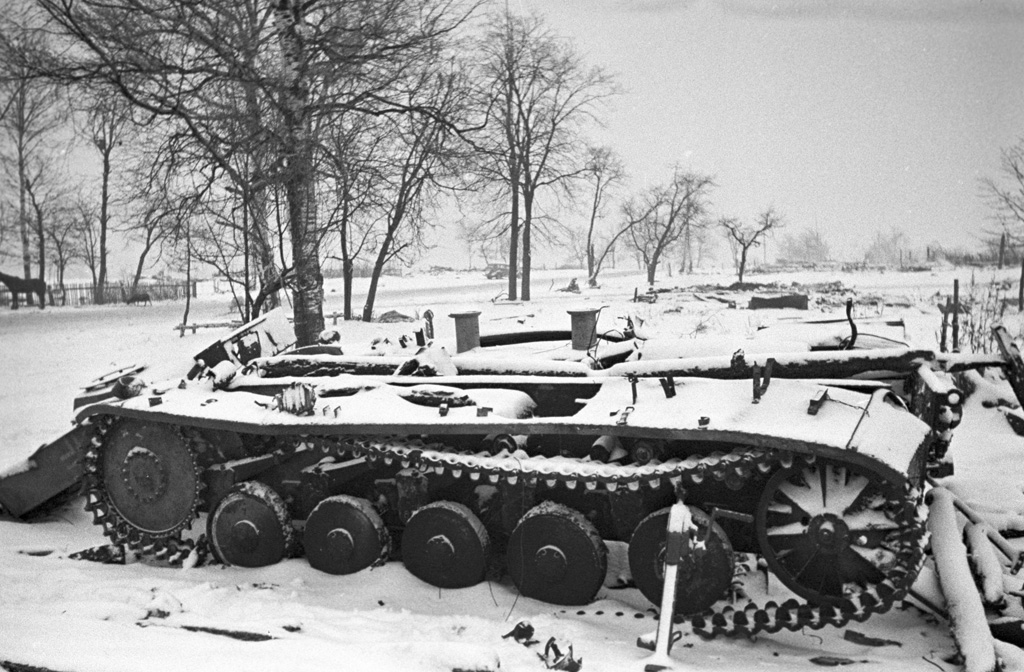
Vernietigde Duitse Pzkw II

Op deze manier trok het 9de leger zich enkele kilometers per dag terug en bleven de divisies bestaan als een georganiseerde strijdmacht. De Duitse officieren hielden hun eenheden onder controle. De terugtocht ontaardde niet in een vlucht. Het nadeel was dat de troepen voortdurend in contact bleven met de achtervolgende Sovjets. Ze kregen geen rust en hun verliezen namen snel toe. Ondertussen hield generaal Strauss zijn rechterflank in de gaten. Hij verwachtte elk moment een aanval, maar het 31ste leger had te zware verliezen geleden bij de aanval op Kalinin. Generaal V.A.Joesjkevitsj slaagde er niet in om voldoende divisies te concentreren om de terugtocht van het 27ste korps te verhinderen.
Ten zuiden van het 9de leger was de situatie voor Heeresgruppe Mitte erger. Het front van Pantsergroep 3 en Pantsergroep 4 was ineengestort en de Duitse gemotoriseerde divisies trokken zich in een hoog tempo terug naar het westen. Hierdoor was de rechterflank van het 27ste korps niet langer gedekt. De flank bevond zich bij Krasnaja Gorka, een dorp op de noordelijke oever van de Sosja, maar de rest van het korps vormde strekte zich uit over een halve boog tot aan Poesjkino. Tussen Poesjkino en de hoofdweg naar Staritsa gaapte een bres van 20 km, waar zich de gehavende 161ste infanteriedivisie bevond. Restanten van de 86ste infanteriedivsie, de 251ste infanteriedivisie, 162ste infanteriedivisie en 129ste infanteriedivisie bevonden zich meer naar het oosten. Door de terugtocht in verschillende stappen vormde hun front niet langer een ononderbroken linie. Sovjet ski-troepen glipten door de verdediging, maar ze hadden te weinig slagkracht om veel schade te veroorzaken, maar er ontstond wel veel verwarring. In het hoofdkwartier wisten niemand waar de frontlijn zich bevond. Plots opduikend uit de sneeuwbuien beschoten ze de Duitse stellingen en verdwenen weer. Generaal Strauss gaf het korps opdracht om zich in de richting van Staritsa terug te trekken en terug een nieuwe verdedigingslinie te vormen, maar ook het contact met het 3e Pantserleger te herstellen.

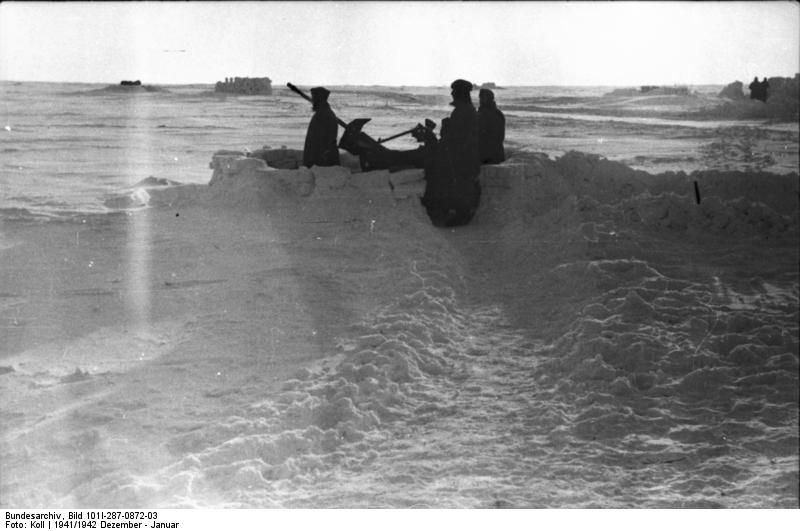
Duitse stelling in de sneeuw

Niet alleen aan Duitse zijde hadden de bevelhebbers problemen. Generaal I.S. Konev had zijn beste troepen ingezet bij de aanval op Kalinin en na tien dagen van zware gevechten waren de Sovjets uitgeput. De divisies van het 31ste leger waren verspreid over een groot gebied ten zuiden van Kalinin. Generaal V.A. Joesjkevitsj probeerde zijn divisies te hergroeperen, maar alles verliep erg moeizaam. De verbindingen waren slecht en veel officieren waren gesneuveld tijdens de gevechten rond Kalinin. Veel eenheden waren ver beneden hun sterkte en in de uitzonderlijke gevallen dat er reservisten beschikbaar waren, dan hadden ze problemen om hun eenheden te vinden. Het 22e leger en het 29e leger waren begonnen met de achtervolging, maar slechts hun voorhoede hield contact met de vijand. De Sovjet generaals hinkten op twee gedachten. Ze wilden de verslagen vijand blijven achtervolgen, maar ook op hetzelfde moment ook hun strijdkrachten concentreren om het offensief in kracht te hervatten.
De trage opmars van het Kalininfront ergerde generaal Zjoekov. Onder zijn commando had het Westelijk Front twee pantserlegers verslagen en tot een terugtocht gedwongen, maar het Kalininfront vertraagde het offensief. Hij plaatste het 39ste leger, afkomstig uit de Stavka reserve, onder bevel van generaal I.S.Konev. De toevoeging van het leger deed de opmars niet merkbaar versnellen. De divisies van het 39ste leger verplaatsen zich moeizaam naar het zuiden, vooral het oversteken van de Wolga kostte veel tijd. De weinige wegen in de regio waren overvol met infanteristen, vrachtwagens, paarden en sleden. Stafofficieren probeerden de verkeerstroom in goede banen te leiden, maar de oprukkende divisies raakten versnipperd over tientallen kilometers. De Sovjet opmars werd gehinderd door de sneeuwstormen en de mist. De Duitse eenheden profiteerden van het slechte weer om zich langzaam terug te trekken. Naarmate zijn leger Staritsa naderde, besefte generaal Strauss dat hij op langere termijn in de problemen zat. Hij bleef zich langs beide oevers van de Wolga terugtrekken. Terwijl de beide pantsergroepen hun verdediging wisten te stabiliseren achter de Lama en Roeza was het eindpunt van het 9de leger slechts een streep op de kaart. Er was geen natuurlijke verdedigingslinie en rond Staritsa waren geen verdedigingswerken aangelegd. Generaal Strauss bleef het hoofdkwartier bestoken met het verzoek om zich naar Rzjev terug te trekken.
Op 20 december vaardigde Adolf Hitler een bevel uit dat geen enkele Duitse eenheid zich nog mocht terugtrekken. Ze moesten zich ingraven en standhouden waar ze zich bevonden. Generaal Strauss probeerde telefonisch het hoofdkwartier te overtuigen dat het 9e Leger zich verder mocht terugtrekken, maar hij kreeg geen antwoord. Op 21 december vloog hij naar het hoofdkwartier in Smolensk om veldmaarschalk von Kluge te overtuigen om verder terug te trekken naar Rzjev. Hij pleitte voor de geleidelijke terugtocht naar de zogenaamde Köningsberg-linie. Deze linie liep van Rzjev naar Orjol en Koersk. Op sommige plaatsen van deze linie was de Wehrmacht begonnen met het aanleggen van fortificaties.
Op 22 december 1941 wierp generaal Maslennikov de divisies van het 39e leger in de strijd tegen de rechtervleugel van het 23e Korps. Drie divisies, gesteund door een tankbrigade, vielen de 256ste infanteriedivisie aan. De Duitsers sloegen de eerste aanval af, maar de gehele linie stond onder druk. De aanvallers vielen op verschillende plaatsen aan. Sovjet bataljons, gesteund door tanks en skitroepen, zochten een zwakke plaats in de verdediging.  De volgende dag hergroepeerde het 39ste leger zich en viel nu de Duitse stellingen meer naar het westen aan. De strijd concentreerde zich rond de dorpjes Bogatkovo en Visokoyo. De 369ste divisie en de 373ste divisie probeerden een doorbraak te forceren, maar ze liepen vast in een koppige Duitse verdediging. De 37 mm PAK anti-tankkanonnen bleken onvoldoende om de Sovjettanks tegen te houden. De Duitse kanonniers moesten de tanks tot op 20 m laten naderen voor ze een kans hadden om het pantser te doorboren. Als ze misten, dan hadden ze geen kans tegen de T-34. De Duitsers lieten de tanks passeren en ze concentreerden hun vuur op de begeleidende infanterie. Verschillende stellingen werden omsingeld, maar het kwam nergens tot een doorbraak. Zonder steun van de artillerie stokte de aanval. Na drie dagen was het 39e leger nauwelijks 5 km gevorderd in de richting van Staritsa.
Op 25 december verergerde het weer. De temperatuur zakte tot -25°C en sneeuwstormen bemoeilijkten elke verplaatsing. De artillerie en 6 andere divisies van het 39e leger zaten nog steeds vast ten noorden van Kalinin. Vanuit Moskou eiste Stavka dat Rzjev werd ingenomen voor het begin van het nieuwe jaar. Generaal Maslennikov zette zijn staf onder druk om de rest van zijn leger op tijd te verzamelen voor een nieuw offensief. NKVD-officieren arresteerden verschillende officieren en ze bedreigden de overgebleven officieren met het vuurpeloton als de opmars niet opnieuw op gang kwam. Na het 39ste leger droeg generaal Zjoekov ook het 30ste leger over aan het Kalininfront. Het 30e leger vormde de rechtervleugel van het Westelijk Front tijdens het Klin-Sol offensief en het rukte op in de richting van de Lama-rivier, waar het 3e Pantserleger zich had ingegraven. Het leger zwenkte naar het westen om de flank van het 27e Legerkorps aan te vallen.  Op 27 december had generaal I.S.Konev voldoende troepen verzameld om Staritsa aan te vallen.

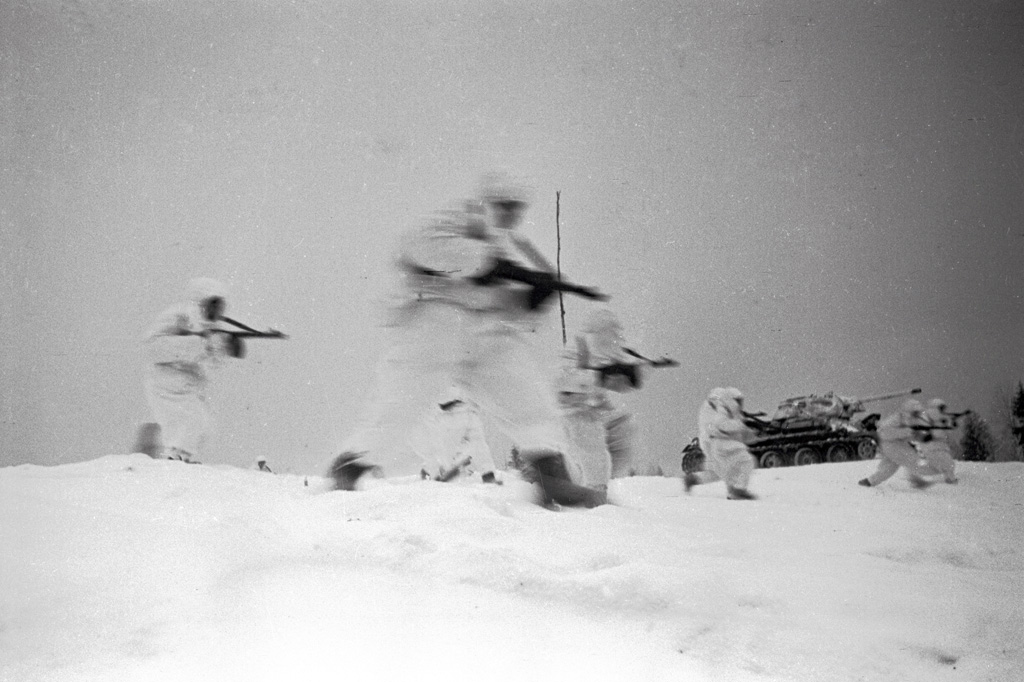
Kalininfront in de aanval

Vanuit het noorden viel het 39e leger de splitsing tussen beide korpsen aan. Gesteund door artillerie, die eindelijk in positie was gebracht, en twee tankbrigades probeerde generaal Maslennikov het offensief terug op gang te brengen. Ten westen van de spoorweg Toropets-Rzjev vielen de 369e divisie en de 381e divisie de 256e divisie aan en ten oosten van de spoorweg probeerden de 361e divisie en 369e divisie een bres in de verdediging van de 26e infanteriedivisie te slaan. Vanuit het oosten naderde het 30e leger. Na drie dagen van zware gevechten dreigde het front van het 9e Leger in te storten. Het 78e regiment van de 26e infanteriedivisie bestond nog uit 200 man en in het 79e regiment werden bataljons aangevoerd door kapiteins en sommige compagnieën door een sergeant. Ook de 206e infanteriedivisie was de uitputting nabij. Het 301e regiment telde nauwelijks 300 soldaten en beschikte nog over een tiental voertuigen. Ten oosten van Staritsa hielden de uitgeputte divisies van het 27e Legerkorps nog steeds stand, maar hun linie was nog maar enkele km verwijderd van de stad. De eerste granaten van de Sovjetkanonnen vielen rond de Wolga-brug. Staritsa werd verdedigd door de restanten van het 18e regiment en het 84e regiment, een strijdmacht van nauwelijks 800 soldaten. Honderden gewonden werden verpleegd in het plaatselijke ziekenhuis. De temperatuur eiste elke nacht tientallen slachtoffers.
Ten westen van Staritsa dreigde een bres te ontstaan tussen het 23ste korps en het 6de korps. Generaal Maslennikov wierp zijn reserves in de strijd en twee divisies vielen aan in de richting van Mologino. Opnieuw vroeg generaal Strauss toestemming om naar Rzjev terug te trekken. Het 9de leger dreigde in de tang te worden genomen bij Staritsa. De stad was reeds voor driekwart omsingeld, maar nog steeds weigerde veldmaarschalk von Kluge toestemming. Het 9e leger verloor zijn samenhang. Ook de bevelstructuur wankelde. Op 23 december werd generaal Wäger van zijn commando ontheven omdat hij zijn korps had teruggetrokken. Zijn opvolger, luitenant-generaal von Gablenz, schatte de situatie op dezelfde manier in als zijn voorganger en hij zette de terugtocht verder. Hij legde de eisen van het hoofdkwartier om stand te houden naast zich neer. Toen de verkenningsrapporten van de Luftwaffe een beter beeld gaven van de situatie rond Staritsa dan de rapporten die het 6e Korps doorgaf, ontsloeg Adolf Hitler generaal Förster en verving hem door Generaal der Vliegeniers Wolfram von Richthofen. Von Richthofen de opdracht en daarna werd opnieuw een legergeneraal aangesteld als korpskommandant. 
De voortdurende aanvallen van de Sovjets sloegen gaten in het front. Het 6e korps verdedigde Staritsa, maar het had niet langer contact met zijn buren. Het 27e Korps bevond zich ergens tussen Staritsa en de Lama, maar er was geen ononderbroken verdedigingslinie. Toch hielden de verspreide eenheden stand tegen de oprukkende Sovjets.

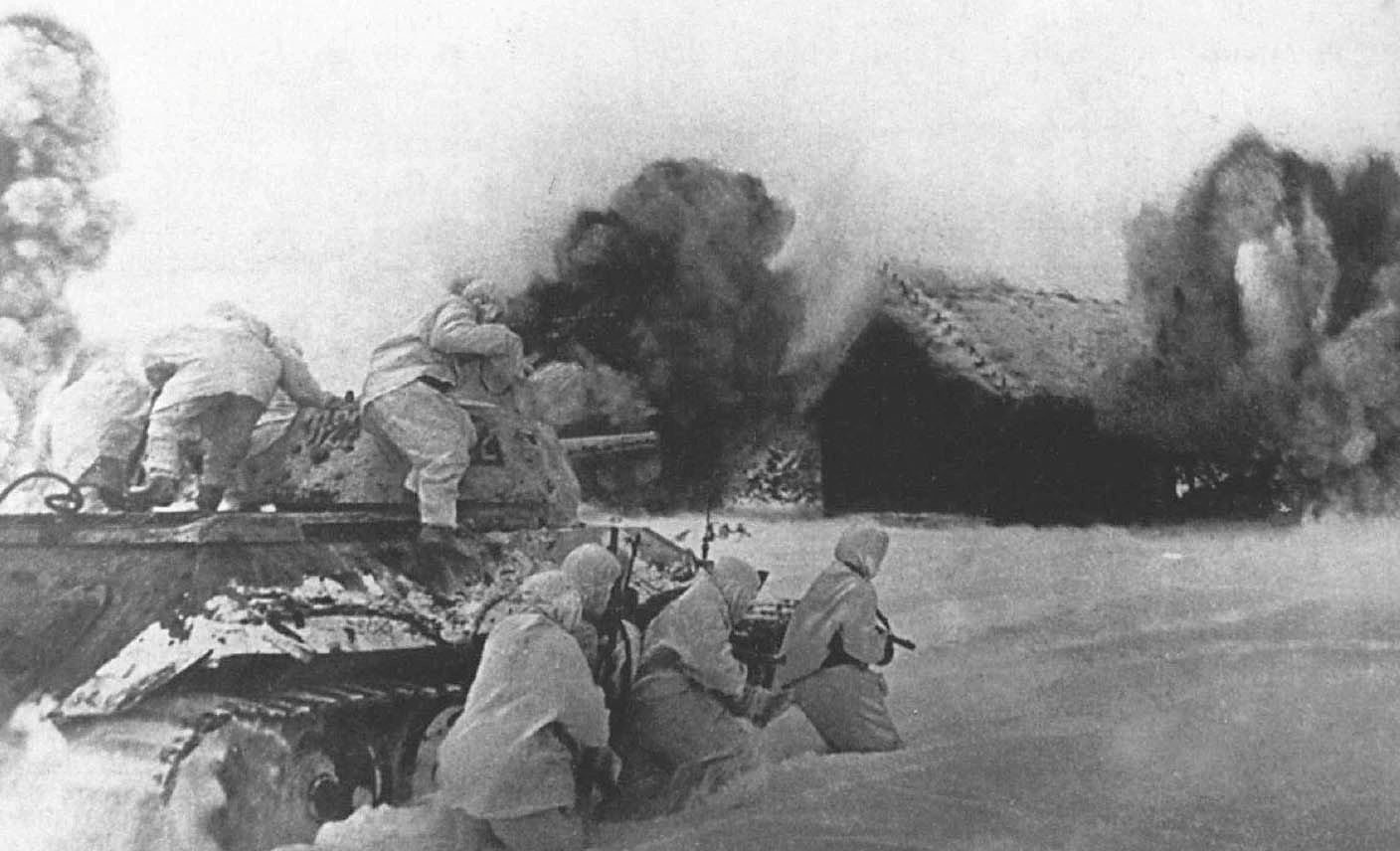
Infanteristen in winterkledij en T-34 vallen een dorp aan

Generaal Strauss concentreerde zich nu op zijn linkerflank, waar het gevaar op een doorbraak het grootste was. Uit rapporten van de Luftwaffe bleek dat er een sterke colonne onderweg was naar Mologino. Het 23e Korps van generaal Schubert wierp zijn laatste reserves in de strijd. Het 476e regiment en 481e regiment, die nauwelijks de sterkte van een bataljon hadden, kregen de opdracht de weg naar Rzjev te blokkeren en de bres bij Mologino te dichten. Generaal Schubert wist niet dat Mologino nog in Duitse handen was. Het dorp werd verdedigd door het 256ste verkenningsbataljon van majoor Mummert, die met zijn manschappen enkele stenen huizen had omgebouwd tot versterkte stellingen. De Duitsers lieten de Sovjets telkens naderen tot in het dorp en ze openden vanuit verschillende posities een moordend kruisvuur. Gedurende de ganse dag sloegen ze verschillende aanvallen af. Tijdens de nacht slopen de Duitse genisten tussen de huizen en plaatsten mijnen op de belangrijkste toegangswegen. De volgende ochtend vielen de Sovjets aan, maar de aanval liep opnieuw vast. Uiteindelijk gaven de Sovjets het op en ze trokken langs het dorp verder naar het zuiden, waar ze frontaal op het 481e regiment botsten. De verraste Sovjets werden verslagen en ze sloegen op de vlucht. Op 2 januari herstelde de 256e infanteriedivisie het contact met zijn verkenningsbataljon in Mologino en de bres in het Duitse front was tijdelijk gedicht.
Terwijl de situatie op de linkerflank zich enigszins stabiliseerde, ontstond er een nieuwe crisis in het centrum. Het 6e Korps kon zich niet langer handhaven in Staritsa. Op 1 januari bereikten de Sovjets de rand van Staritsa en ten zuiden van de stad sloeg de 250e divisie een bruggenhoofd over de Wolga. Vanuit dit bruggenhoofd dreigden ze de enige weg naar Rzjev af te snijden. Generaal Strauss gaf het 6de korps toestemming om zich naar Rzjev terug te trekken. Als een afleidingsmaneuver viel een gevechtsgroep van de 110e infanteriedivisie het bruggenhoofd aan. Ondertussen ontruimden de 6e infanteriedivisie en de 26e infanteriedivisie Staritsa.  Langs de linkeroever van de Wolga trokken ze zich geleidelijk terug naar Rzjev. In de loop van de ochtend rapporteerde de 252e divisie de bevrijding van Staritsa. Ondertussen maakte de rechterflank van de 110de infanteriedivisie contact met patrouilles van de 161e infanteriedivisie, die de linkerflank vormde van het 27ste korps. De verbinding tussen beide korpsen was weer hersteld.
Op zondag 4 januari 1942 brak het 39ste leger definitief door de verdediging. Generaal Maslennikov concentreerde vier divisies op de rechterflank van de 206de infanteriedivisie. Enkele Duitse stellingen werden overrompeld en de rest van het bataljon begin zich terug te trekken. Onmiddellijk stuurde generaal Maslennikov zijn reserves door de bres en tegen de avond gaapte er een opening van 8 km in de Duitse verdediging. De volgende dag gaf generaal Strauss opdracht de bres te dichten. Een gevechtsgroep van het 6e korps moest vanuit Rzjev naar het westen aanvallen en de SS-Cavaleriebrigade, die de enige reserve van het 23e korps vormde, moest naar het oosten aanvallen. Het weer verslechterde echter en een sneeuwstorm verhinderde elke verplaatsing. Sneeuw en mist hield ook de vliegtuigen van de Luftwaffe aan de grond. Pas tegen de avond van 6 januari had de SS-Cavaleriebrigade zijn startpositie bereikt. Ondanks de sneeuwstormen hadden de Sovjets nog meer troepen door de bres gestuurd. In het spoor van het 39e leger volgden het 29e leger en het 11e cavaleriekorps.
Het 22ste leger zwenkte in de richting van Rzjev en probeerde de stad te veroveren vanuit het zuidwesten. Majoor Disselkamp, commandant van de transportcompagnie, verzamelde een gevechtsgroep bestaande uit een genietroepen, koks, chauffeurs en klerken. Uit de werkplaatsen van het 9de leger in Rzjev haalde hij drie herstelde antitankkanonnen. Met dit samenraapsel verdedigde hij de toegangsweg naar de stad. Zijn dunne verdedigingslinie strekte zich uit van Santalovo tot Tolstikovo. De eerste aanvallen kwamen uit de richting van Olenino. Majoor Disselkamp veranderde zijn manschappen voortdurend van positie zodat het leek dat er een sterke eenheid de dorpen verdedigde. Na een aarzelende aanval trok de Sovjetcommandant zijn eenheid terug. Generaal Strauss dirigeerde alle beschikbare reserves naar majoor Mummert. De restanten van het 18e regiment en het verkenningsbataljon versterkten de linie ten zuidwesten van de stad. De volgende dag bestond de verdedigingslinie uit 1100 manschapen, 17 zware machinegeweren en drie PAKs. Een Sovjet aanval op bataljon sterkte werd afgeslagen en de Duitse artillerie begon de Sovjet posities te bestoken. De bevelhebber van het 22e leger rapporteerde dat Rzjev zwaar werd verdedigd en hij trok zijn eenheden enkele km terug.
Ondertussen maakte generaal Strauss ruzie met generaal Reinhardt, commandant van het naburige 3e Pantserleger. Op 3 januari had veldmaarschalk Von Kluge het 3e Pantserleger en het 5e Pantserkorps van het 4e Pantserleger tijdelijk onder bevel van generaal Strauss geplaatst. Tot generaal Reinhardts ergernis weigerde generaal Strauss hem het bevel over het 5e Korps te geven, omdat generaal Ruoff van het 5e korps meer dienstjaren had en dus in theorie hoger in rang was. Generaal Reinhardt beweerde dat zijn pantserleger, dat zich nu tussen twee korpsen van het 9e leger lag, onvoldoende flankdekking had. Hij weigerde een direct bevel van generaal Strauss om de sector van de 86ste infanteriedivisie, die grensde aan zijn linkerflank, over te nemen. De discussie liep hoog op en veldmaarschalk von Kluge moest tussenbeide komen en hij dreigde dat elke generaal die een bevel niet gehoorzaamde voor de krijgsraad zou komen.
Op 7 januari begon de aanval van het 9e leger om de bres te dichten. Vanuit het oosten ging de gevechtsgroep van het 6e korps in de aanval in de richting van Olenino, maar ze botsten onmiddellijk op de 76e cavaleriedivisie. De uitgeputte Duitsers waren geen partij voor de cavaleristen, die werden gesteund door een ski-bataljon. De aanval liep vast en de Duitsers trokken zich terug naar Rzjev. Halverwege de ochtend ontving generaal Strauss het bericht dat de SS-cavaleriebrigade zware verliezen had geleden en door een gebrek aan munitie zich in wanorde had teruggetrokken. Op de linkerflank van het 23e Korps had zich een nieuwe dreiging ontwikkeld. Twee divisies van het 22e leger vielen de 253e infanteriedivisie aan en ze sneden de verbinding tussen het korps en het 16de leger door. Sovjeteenheden trokken langs beide flanken van het korps naar het zuiden. Deze aanval vormde het begin van het Toropets-Cholmoffensief.

## Conclusie
Op 18 december 1941 beval Adolf Hitler dat alle eenheden van Heeresgruppe Mitte zich moesten ingraven waar ze zich bevonden. Veldmaarschalk von Bock pleitte voor een terugtocht naar Smolensk, maar het Oberkommando der Wehrmacht verbood elke verdere terugtocht. Hoewel het op dat moment niet duidelijk was, redde dit bevel de Heeresgruppe Mitte. Een verdere terugtocht zou waarschijnlijk zijn ontaard in een vlucht en een complete ineenstorting. Nu hielden de Duitse eenheden stand in hun egelposities. De Sovjets omsingelden verschillende posities, maar slechts in een paar gevallen wisten ze ook daadwerkelijk de Duitse eenheden te vernietigen. De superieure vuurkracht van de Duitse artillerie en de beter bewapende infanterie bracht de Sovjets zware verliezen toe.
Adolf Hitler ging zich ook persoonlijk bezighouden met de strijd aan het Oostfront. In eerste instantie herschikte hij het Duitse opperbevel en ontsloeg een aantal generaals. Op 19 december aanvaardde hij het ontslag van generaal von Brauchitsch, opperbevelhebber van het Duitse leger. Adolf Hitler nam zelf het bevel op zich en hij maakte het OKH verantwoordelijk voor alle operaties aan het Oostfront. Vanaf dat moment hield het OKW zich bezig met de andere fronten en had het geen zeggenschap meer over het OKH. Op 19 december werd veldmaarschalk von Bock op ziekteverlof gestuurd en vervangen door veldmaarschalk von Kluge. Ook generaal Guderian, commandant van Pantsergroep 2, en generaal Strauss, commandant van het 9de leger, werden ontslagen. Meer dan veertig generaals werden ontslagen of overgeplaatst. Na december 1941 kregen de Duitse generaals steeds minder vrijheid om beslissingen te nemen.
De strategie van Stavka begon zich duidelijk te ontvouwen. Het Kalininfront vormde de noordelijke flank van een enorme tangbeweging, waarmee generaal Zjoekov Heeresgruppe Mitte wilde omsingelen en vernietigen. Generaal I.S.Konev moest door het 9de leger breken, het strategische knooppunt Rzjev veroveren en doorstoten naar Vzjama. 
Het Kalininoffensief was een duidelijke overwinning voor het Rode Leger. De Sovjets hadden Kalinin bevrijd en de frontlijn was 120 kilometer naar het westen verschoven. De dreiging voor Moskou was afgewend. In het Duitse front bevonden zich enkele grote bressen en het 23ste korps was afgesneden van de rest van de Duitse eenheden.
Toch was de overwinning niet compleet. Het Duitse 9de leger was verzwakt, maar nog steeds een georganiseerde strijdmacht.  Ondanks het feit dat de Duitse linie enkele grote openingen vertoonde, was generaal I.S.Konev er niet in geslaagd in geslaagd zijn strategische doel te realiseren.  Het Rode Leger was niet in staat gebleken een groot offensief goed uit te voeren. De generaals verloren het overzicht, stafofficieren misten logistieke ervaringen en lagere officieren toonden weinig initiatief. De Duitsers waren er in geslaagd om Rzhev stevig in handen te houden en dit zou tijdens het Rhzev-Vzjama offensief een belangrijke rol spelen.